# Сіньял-Орініно
Сінья́л-Орі́ніно (рос. Синьял-Оринино, чув. Çĕньял Оринин) — присілок у Чувашії Російської Федерації, у складі Орінінського сільського поселення Моргауського району.
Населення — 112 осіб (2010; 116 в 2002, 153 в 1979; 173 в 1939, 200 в 1926, 149 в 1897, 132 в 1858).

## Історія
Історична назва — Сіньял. Утворився як виселок села Архангельське (Орініно). До 1866 року селяни мали статус державних, займались землеробством, тваринництвом, ковальством, пекарством, виробництвом борошна. На початку 20 століття діяли 2 водяних млини.1930 року створено колгосп «Гліссер». До 1920 року присілок перебував у складі Акрамовської волості Козьмодемьянського, до 1927 року — у складі Чебоксарського повіту. 1927 року присілок переданий до складу Татаркасинського, 1939 року — до складу Сундирського, 1944 року — до складу Моргауського, 1959 року — повернуто до складу Сундирського, 1962 року — до складу Чебоксарського, 1964 року — до складу Моргауського району.